# 張立 (囲碁棋士)
張立（张立 (Zhang Li)、1987年10月27日 - ）は中華人民共和国の囲碁棋士。甘粛省玉門市出身。中国棋院六段。
2000年に入段、2007年の全国囲棋個人戦では孔傑など高段者を破り、9戦全勝で優勝した。